# Герберт фон Бекманн
Герберт фон Бекманн (Бьокманн) (нім. Herbert von Böckmann; 24 липня 1886, Бремен — 10 березня 1974, Баден-Баден) — німецький воєначальник, генерал піхоти. Кавалер Лицарського хреста Залізного хреста.

## Біографія
14 березня 1905 року поступив на службу фенрихом в 109-й баденський лейб-гвардійський полк в Карлсруе. Учасник Першої світової війни. З 1 грудня 1918 року служив у штабі балтійського ландверу. В кінці лютого 1919 року поступив на службу у фрайкор Потсдаму. 1 вересня 1920 року поступив на службу в рейхсвер.
З 23 серпня по 2 жовтня 1939 року — начальник штабу 3-ї армії. З 23 жовтня 1939 по 26 січня 1942 року — командир 11-ї піхотної дивізії. З 26 січня по 3 березня 1942 року — в резерві. З 3 березня по 20 липня 1942 року — командир 5-го армійського корпусу, після чого знову відправлений у резерв.
31 січня 1943 року начальник кадрового управління сухопутних військ генерал піхоти Рудольф Шмундт порадив Гітлеру відправити Бекманна у відставку, оскільки той не відповідав сучасним вимогам. Як наслідок, 31 березня 1943 року Гітлер відправив Бекманна у відставку у зв'язку з віком.

## Звання
- Фенрих (14 березня 1905)
- Лейтенант (18 серпня 1906)
- Обер-лейтенант (28 листопада 1914)
- Гауптман (22 березня 1916)
- Майор (1 лютого 1929)
- Оберст-лейтенант (1 червня 1933)
- Оберст (1 червня 1935)
- Генерал-майор (18 січня 1939)
- Генерал-лейтенант (1 серпня 1940)
- Генерал піхоти (19 квітня 1942)

## Нагороди

### Перша світова війна
- Залізний хрест 2-го і 1-го класу
- Лицарський хрест 2-го класу ордена Церінгенського лева з мечами
- Лицарський хрест ордена Грифа
- Хрест «За військові заслуги» (Австро-Угорщина) 3-го класу з військовою відзнакою

### Міжвоєнний період
- Почесний хрест ветерана війни з мечами
- Медаль «За вислугу років у Вермахті» 4-го, 3-го, 2-го і 1-го класу (25 років)
- Медаль «У пам'ять 22 березня 1939 року»

### Друга світова війна
- Застібка до Залізного хреста
  - 2-го класу (15 вересня 1939)
  - 1-го класу (4 жовтня 1939)
- Лицарський хрест Залізного хреста (4 грудня 1941)
- Кавалер Великого хреста ордена Ізабелли Католички (Іспанія) (1942)
- Медаль «За зимову кампанію на Сході 1941/42»